# Герой (фильм, 1966)
«Герой» (бенг. নায়ক, Nayak) — фильм-драма 1966 года индийского режиссёра Сатьяджита Рая.

## Сюжет
Известный киноактёр Ариндам, звезда бенгальских фильмов, был приглашён в столицу на награждение престижной наградой. Так как все билеты на самолёт были забронированы, он вынужден ехать на поезде из Калькутты в Дели. В купе он знакомится с Адити, журналисткой женского журнала, которая планирует взять у него интервью. Ариндам рассказывает ей историю своей жизни, а Адити втайне всё записывает.
Но чем больше она слушает, тем всё сильнее чувствует, что Ариндам является одиноким человеком, нуждающимся в её сочувствии и понимании. Из уважения к его чистосердечному признанию, она рвёт свои записи и позволяет герою сохранить свой имидж.

## В ролях
| Актёр          | Роль                         |
| -------------- | ---------------------------- |
| Уттам Кумар    | Ариндам Мухерджи             |
| Шармила Тагор  | Адити                        |
| Бирешвар Сен   | Мукунда Лахири               |
| Сомен Босе     | Санкар                       |
| Нирмал Гхош    | Джоти                        |
| Премангшу Босе | Биреш                        |
| Сумита Саньял  | Промила Чаттерджи            |
| Ранджит Сен    | Харен Босе                   |
| Бхарти Деви    | Манорама (жена мистера Босе) |
| Лали Чаудхари  | Булбуль (дочь мистера Босе)  |

## Награды и номинации
| Награды и номинации | Награды и номинации             | Награды и номинации | Награды и номинации | Награды и номинации |
| Год                 | Фестиваль                       | Категория           | Номинирован(а)      | Итог                |
| ------------------- | ------------------------------- | ------------------- | ------------------- | ------------------- |
| 1966                | Берлинский кинофестиваль        | Золотой медведь     | Сатьяджит Рай       | Номинация           |
| 1966                | Берлинский кинофестиваль        | Special Mention     | Сатьяджит Рай       | Победа              |
| 1966                | Берлинский кинофестиваль        | UNICRIT Award       | Сатьяджит Рай       | Победа              |
| 1967                | Национальная кинопремия (Индия) | Лучший сценарий     | Сатьяджит Рай       | Победа              |